# أندريه بلينكوفيتش
أندريه بلينكوفيتش (بالكرواتية: Andrej Plenković) (و. 1970 – م) هو سياسي، ودبلوماسي من كرواتيا . ولد في زغرب . وهو عضواً في الاتحاد الديمقراطي الكرواتي، تولى منصب رئيس وزراء كرواتيا (منذ 19 أكتوبر 2016)، وكان عضو البرلمان الأوروبي خلال الفترة (2013–15 أكتوبر 2016).

## وصلات خارجية
- أندريه بلينكوفيتش على موقع مونزينجر (الألمانية)
- Andrej Plenković Personal website
- MEP Andrej Plenković Profile at European Parliament website
- You Tube Channel Personal You Tube Channel
- Twitter account "Personal Twitter account"

| المناصب السياسية         | المناصب السياسية                            | المناصب السياسية |
| ------------------------ | ------------------------------------------- | ---------------- |
| سبقه                     | رئيس وزراء كرواتيا 19 أكتوبر 2016 -         | تبعه             |
| سبقه                     | عضو البرلمان الأوروبي 2013 - 15 أكتوبر 2016 | تبعه             |
| المناصب الحزبية السياسية |                                             |                  |
| سبقه                     | رئيس الاتحاد الديمقراطي الكرواتي 2016–حالياً | تبعه             |